# 日本冶金工業股份
日本冶金工業股份有限公司，簡稱日本冶金工業股份或日本冶金工業（英語：Nippon Yakin Kogyo Co.,Ltd.）（NYK）（東證1部：5480），是在1928年8月22日，當時以「中央理化工業株式会社」經營滅火器產品，1928年，開拓軍事工業，更名為「日本火工株式会社」，到了1942年，開始轉型鋼鐵產品，更名為「日本冶金工業株式会社」。
其股份自1949年於東京證券交易所上市。主要經營鋼鐵產品，包括耐熱鋼、高鎳鋼板等產品。現任董事長及總裁杉森一太，總部位於日本東京都中央區京橋1丁目5番8號。

## 外部連結
- 日本冶金工業股份有限公司 （页面存档备份，存于）